# Винников, Александр Аронович
Александр Аронович Винников (род. 6 октября 1955, с. Красный Яр, район имени Полины Осипенко, Хабаровский край, РСФСР, СССР) — российский государственный и политический деятель. Губернатор Еврейской автономной области с 25 февраля 2010 года по 24 февраля 2015 года.

## Биография
Родился в селе Красный Яр Хабаровского края в еврейской семье.
В 1977 окончил Хабаровский педагогический институт по специальности «русский язык и литература». В 2003 окончил Хабаровскую государственную академию экономики и права по специальности «юриспруденция». Кандидат юридических наук (2005).
С 1977 по 1978, после окончания вуза по распределению был направлен в село Бабстово, где меньше года работал учителем в школе и организатором по воспитательной работе. После чего на комсомольской конференции был избран секретарём, потом вторым секретарём, затем первым секретарём Ленинского райкома КПСС.
С 1991 по 1992 — исполняющий обязанности заместителя председателя Ленинского районного агропромышленного объединения ЕАО.
С 1992 по 1996 — директор Ленинского филиала страховой компании «Логос», генеральный директор ТОО «Бригантина».
С 1996 по 1999 — заведующий отделом государственной поддержки и развития малого предпринимательства, начальник управления потребительского рынка, услуг и поддержки предпринимательства правительства ЕАО.
С июля 1999 по февраль 2010 — мэр Биробиджана.

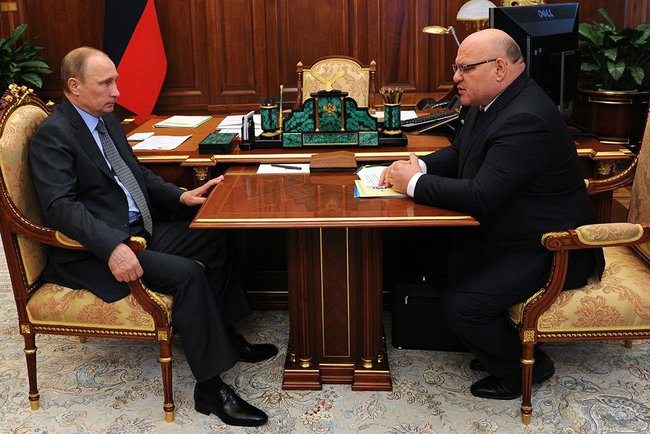
Рабочая встреча с губернатором Еврейской автономной области Александром Винниковым

8 февраля 2010 президент России Дмитрий Медведев внёс на рассмотрение Законодательного Собрания Еврейской автономной области кандидатуру Александра Винникова для наделения его полномочиями губернатора региона. 17 февраля 2010 на внеочередном заседании депутаты Законодательного Собрания ЕАО наделили Александра Винникова полномочиями губернатора Еврейской автономной области на 5 лет. 25 февраля 2010 состоялась официальная церемония его вступления в должность.
С 25 февраля 2010 по 24 февраля 2015 — губернатор Еврейской автономной области.
С 16 июня по 18 декабря 2010 — член президиума Государственного совета Российской Федерации.

## Уголовное дело
В октябре 2018 против Винникова было возбуждено уголовное дело по части 4 статьи 33, части 2 статьи 285 УК РФ — подстрекательство к злоупотреблению должностными полномочиями лицом, занимающим государственную должность субъекта Российской Федерации. Уголовное дело связано с закупкой медицинского оборудования. 15 июля 2019 Биробиджанским районным судом ЕАО он признан виновным и осуждён к лишению свободы сроком на 4 года условно с испытательным сроком на 4 года и с лишением права занимать определённые должности в течение 3 лет. 
26 сентября 2019 года суд Еврейской автономной области отменил приговор суда первой инстанции и направил уголовное дело в Биробиджанский районный суд для повторного рассмотрения в ином составе суда.
28 сентября 2021 года Биробиджанский районный суд ЕАО приговорил Винникова к 4 годам лишения свободы условно с испытательным сроком 4 года и с лишением права занимать определённые должности в течение 3 лет.

## Награды
- Почётная грамота МЧС России (1997)
- Медаль ордена «За заслуги перед Отечеством» II степени (2002)[10]
- Знак МЧС России «За заслуги» (2002)
- Почётная грамота Еврейской автономной области (2005)
- Знак отличия «За заслуги перед Еврейской автономной областью» (2007)
- Медаль «За укрепление государственной системы защиты информации» I степени ФСТЭК России (2011)
- Орден Почёта (2012)

## Семья
Родители — выходцы из Белоруссии. Отец — Арон Павлович Винников, родился в Могилёве, участник Великой Отечественной войны. С 1943 по 1945 годы воевал в составе Первого Белорусского фронта, награждён Орденом Красной Звезды, дважды медалью «За отвагу», медалью «За боевые заслуги», отмечен другими юбилейными наградами. Мать — Мария Исаевна родилась в Риге, в годы войны работала в Брянске на заводе резиновых изделий (производили дирижабли, лодки, понтоны), там же закончила фельдшерско-акушерскую школу. После войны познакомилась с будущим мужем. Свадьба состоялась в 1946 году и после этого семья переехала на Дальний Восток. В семье трое детей: Наталья, Павел и Александр.

Брат — Павел Аронович Винников, врач, работал главврачом областной больницы ЕАО, депутат Законодательного Собрания ЕАО IV и V созывов (Председатель комитета по законодательству, правовой политике и вопросам местного самоуправления).
Александр Винников женился в 1976 году, во время учёбы в Хабаровском пединституте. Супруга — Людмила Борисовна (род. 1955 году), также выпускница Хабаровского государственного педагогического института, факультета иностранных языков. . В настоящее время доцент кафедры английской филологии ПГУ им. Шолом-Алейхема, кандидат педагогических наук.
Дети — сын Даниил (род. 1978 году) и дочь Мария. Винников Даниил Александрович с 2008 по 2019 год являлся помощником председателя суда ЕАО, в настоящее время занимается частной юридической практикой, имеет двух детей.